# Sthenognatha cinda
Sthenognatha cinda är en fjärilsart som beskrevs av William Schaus 1938. Sthenognatha cinda ingår i släktet Sthenognatha och familjen björnspinnare. Inga underarter finns listade i Catalogue of Life.